# Tyrnyaouz
Tyrnyaouz (en russe : Тырныауз) est une ville de la république de Kabardino-Balkarie, en Russie, et le centre administratif du raïon d'Elbrouz. Sa population s'élevait à 20 568 habitants en 2020.

## Géographie
Tyrnyaouz se trouve dans le Grand Caucase, sur la rive gauche de la rivière Baksan (bassin du Terek), à 57 km à l'ouest de Naltchik et à 1 427 km au sud de Moscou.
Tyrnyaouz est traversée par la principale route qui remonte la vallée de la Baksan en direction du mont Elbrouz. C'est le point de départ des excursions vers la région du mont Elbrouz, où se trouve une station de ski alpin.

## Histoire
La ville naît en 1934 et devient une commune urbaine en 1939. Elle se développe autour d'une mine, dont l'exploitation a commencé en 1940, et d'une usine de transformation du tungstène et du molybdène. Cette entreprise demeure le principal employeur de la ville.
En juin 2001, Tyrmaouz est dévastée par une inondation et des coulées de boue. Des immeubles d'habitation sont ensevelis par la boue jusqu'au quatrième étage. Il n'existe pas de bilan fiable de cette catastrophe.
Le 18 mai 2012, le maire de Tyrnyaouz, Jamal Guemouïev, est assassiné dans sa voiture.

## Population

### Démographie
Recensements ou estimations de la population  :
| 1939* | 1959*  | 1970*  | 1979*  | 1989*  | 2002*  | 2010*  | 2012   |
| ----- | ------ | ------ | ------ | ------ | ------ | ------ | ------ |
| 5 993 | 12 789 | 17 972 | 21 050 | 30 778 | 21 092 | 21 000 | 20 781 |

| 2013   | 2014   | 2015   | 2016   | 2017   | 2018   | 2019   | 2020   |
| ------ | ------ | ------ | ------ | ------ | ------ | ------ | ------ |
| 20 706 | 20 492 | 20 544 | 20 551 | 20 574 | 20 566 | 20 513 | 20 568 |

### Nationalités
Au recensement de 2002, la population de Tyrnyaouz se composait de  :
- 47,3 % de Balkars
- 25,3 % de Russes
- 16,1 % de Kabardes
- 1,4 % d'Ukrainiens
- 1,0 % d'Ossètes

## Économie
La principale entreprise de la ville est le Combinat d’extraction et d'enrichissement de Tyrnyaouz (en russe : ГП "Тырныаузский горно-обогатительный комбинат", ТГОК), en abrégé TGOK, qui produit des concentrés de tungstène et de molybdène.

## Personnalités
Sont nés à Tyrnyaouz :
- Khadjimourat Akkaïev (°1985), haltérophile
- Valeri Kokov (1941-2005), homme politique, président de la république de Kabardino-Balkarie de 1990 à 2005
- Zaour Kouramagomedov (°1988), lutteur gréco-romain